# Trofeo Luis Bonavia 2018
El Trofeo Luis Bonavia 2018 (2018 Lousito Bonavia Trophy en inglés y de manera oficial) será la cuarta (4.°) edición de la Supercopa de fútbol sala de Gibraltar. Esta edición la disputaron Lynx, campeón de la División 1 2017-18 y Gibraltar Phoenix, subcampeón de la División 1.
El único partido del torneo —la final— se jugó el 31 de octubre de 2018 en el Tercentenary Sports Hall. Lynx se consagró campeón luego de vencer por 4 – 1, y de esta manera obtuvo su cuarto título de manera consecutiva.

## Clubes participantes
| Equipo            | Método de clasificación                                 |
| ----------------- | ------------------------------------------------------- |
| Lynx              | Campeón de la División 1 2017-18 y Futsal Rock Cup 2018 |
| Gibraltar Phoenix | Subcampeón de la División 1 2017-18                     |

## Final
La final se jugó el 31 de octubre de 2018 en el Tercentenary Sports Hall. Se jugó en dos tiempos de treinta minutos cada uno con un intermedio de 10 minutos entre cada tiempo. El primer tiempo terminó con una ventaja de 3 - 1 para Lynx. En la segunda parte cada club marcó un gol y el marcador terminó en 4 - 2.   
| Lynx | Gibraltar Phoenix |
| 4    | 2                 |
| ---- | ----------------- |

| 31 de octubre de 2018, 21:15 (HCEV) — Tercentenary Sports Hall, Gibraltar |
| ------------------------------------------------------------------------- |

| 1         | José Romero Gómez (port.)     | 18   | José Pérez Mendoza (port.) |
| 4         | Tyson Ruiz                    | 2    | Cipriano Pérez Sánchez     |
| 6         | Adrián Domínguez              | 4    | Colin Figueras (cap.)      |
| 9         | Juan Francisco Díaz Gallego   | 6    | Jamie Pecino               |
| 10        | Ezequiel Martín Martín (cap.) | 11   | Israel Fernández López     |
| Ent.      | Nick Rodríguez                | Ent. |                            |
| Suplentes |                               |      |                            |
| 8         | Robert Copello Rae            | 1    | Nathan Menasco (port.)     |
| 11        | Joel Emiliano Fraile          | 3    | Nevin Dellipiani           |
| 12        | Rubén Díaz Gallego            | 7    | Antonio Benítez Jiménez    |
|           |                               | 8    | Álvaro Del Río Puerta      |
|           |                               | 9    | Joseph Chipol              |
|           |                               | 14   | Christian Cobelo Dorado    |

| Goles              | Goles       | Goles | Goles | Goles                   |
| ------------------ | ----------- | ----- | ----- | ----------------------- |
| Rubén Díaz Gallego | 5'          | 1 – 0 |       |                         |
|                    |             | 1 – 1 | 6'    | Antonio Benítez Jiménez |
| Tyson Ruiz         | 7'          | 2 – 1 |       |                         |
|                    | 11' (a. g.) | 3 – 1 |       | Israel Fernández López  |
| Tyson Ruiz         | 50'         | 4 – 1 |       |                         |
|                    |             | 4 – 2 | 50'   | Christian Cobelo Dorado |

| Amonestaciones | Amonestaciones | Amonestaciones | Amonestaciones         |
| -------------- | -------------- | -------------- | ---------------------- |
| Tyson Ruiz     | Amonestado     | Amonestado     | Álvaro Del Río Puerta  |
|                |                | Amonestado     | Cipriano Pérez Sánchez |

| Lynx | Gibraltar Phoenix |
| 4    | 2                 |
| ---- | ----------------- |

| 31 de octubre de 2018, 21:15 (HCEV) — Tercentenary Sports Hall, Gibraltar |
| ------------------------------------------------------------------------- |

| 1         | José Romero Gómez (port.)     | 18   | José Pérez Mendoza (port.) |
| 4         | Tyson Ruiz                    | 2    | Cipriano Pérez Sánchez     |
| 6         | Adrián Domínguez              | 4    | Colin Figueras (cap.)      |
| 9         | Juan Francisco Díaz Gallego   | 6    | Jamie Pecino               |
| 10        | Ezequiel Martín Martín (cap.) | 11   | Israel Fernández López     |
| Ent.      | Nick Rodríguez                | Ent. |                            |
| Suplentes |                               |      |                            |
| 8         | Robert Copello Rae            | 1    | Nathan Menasco (port.)     |
| 11        | Joel Emiliano Fraile          | 3    | Nevin Dellipiani           |
| 12        | Rubén Díaz Gallego            | 7    | Antonio Benítez Jiménez    |
|           |                               | 8    | Álvaro Del Río Puerta      |
|           |                               | 9    | Joseph Chipol              |
|           |                               | 14   | Christian Cobelo Dorado    |

| Goles              | Goles       | Goles | Goles | Goles                   |
| ------------------ | ----------- | ----- | ----- | ----------------------- |
| Rubén Díaz Gallego | 5'          | 1 – 0 |       |                         |
|                    |             | 1 – 1 | 6'    | Antonio Benítez Jiménez |
| Tyson Ruiz         | 7'          | 2 – 1 |       |                         |
|                    | 11' (a. g.) | 3 – 1 |       | Israel Fernández López  |
| Tyson Ruiz         | 50'         | 4 – 1 |       |                         |
|                    |             | 4 – 2 | 50'   | Christian Cobelo Dorado |

| Amonestaciones | Amonestaciones | Amonestaciones | Amonestaciones         |
| -------------- | -------------- | -------------- | ---------------------- |
| Tyson Ruiz     | Amonestado     | Amonestado     | Álvaro Del Río Puerta  |
|                |                | Amonestado     | Cipriano Pérez Sánchez |

| Lynx | Gibraltar Phoenix |
| 4    | 2                 |
| ---- | ----------------- |

| 31 de octubre de 2018, 21:15 (HCEV) — Tercentenary Sports Hall, Gibraltar |
| ------------------------------------------------------------------------- |

| 1         | José Romero Gómez (port.)     | 18   | José Pérez Mendoza (port.) |
| 4         | Tyson Ruiz                    | 2    | Cipriano Pérez Sánchez     |
| 6         | Adrián Domínguez              | 4    | Colin Figueras (cap.)      |
| 9         | Juan Francisco Díaz Gallego   | 6    | Jamie Pecino               |
| 10        | Ezequiel Martín Martín (cap.) | 11   | Israel Fernández López     |
| Ent.      | Nick Rodríguez                | Ent. |                            |
| Suplentes |                               |      |                            |
| 8         | Robert Copello Rae            | 1    | Nathan Menasco (port.)     |
| 11        | Joel Emiliano Fraile          | 3    | Nevin Dellipiani           |
| 12        | Rubén Díaz Gallego            | 7    | Antonio Benítez Jiménez    |
|           |                               | 8    | Álvaro Del Río Puerta      |
|           |                               | 9    | Joseph Chipol              |
|           |                               | 14   | Christian Cobelo Dorado    |

| Goles              | Goles       | Goles | Goles | Goles                   |
| ------------------ | ----------- | ----- | ----- | ----------------------- |
| Rubén Díaz Gallego | 5'          | 1 – 0 |       |                         |
|                    |             | 1 – 1 | 6'    | Antonio Benítez Jiménez |
| Tyson Ruiz         | 7'          | 2 – 1 |       |                         |
|                    | 11' (a. g.) | 3 – 1 |       | Israel Fernández López  |
| Tyson Ruiz         | 50'         | 4 – 1 |       |                         |
|                    |             | 4 – 2 | 50'   | Christian Cobelo Dorado |

| Amonestaciones | Amonestaciones | Amonestaciones | Amonestaciones         |
| -------------- | -------------- | -------------- | ---------------------- |
| Tyson Ruiz     | Amonestado     | Amonestado     | Álvaro Del Río Puerta  |
|                |                | Amonestado     | Cipriano Pérez Sánchez |

| Lynx | Gibraltar Phoenix |
| 4    | 2                 |
| ---- | ----------------- |

| 31 de octubre de 2018, 21:15 (HCEV) — Tercentenary Sports Hall, Gibraltar |
| ------------------------------------------------------------------------- |

| 1         | José Romero Gómez (port.)     | 18   | José Pérez Mendoza (port.) |
| 4         | Tyson Ruiz                    | 2    | Cipriano Pérez Sánchez     |
| 6         | Adrián Domínguez              | 4    | Colin Figueras (cap.)      |
| 9         | Juan Francisco Díaz Gallego   | 6    | Jamie Pecino               |
| 10        | Ezequiel Martín Martín (cap.) | 11   | Israel Fernández López     |
| Ent.      | Nick Rodríguez                | Ent. |                            |
| Suplentes |                               |      |                            |
| 8         | Robert Copello Rae            | 1    | Nathan Menasco (port.)     |
| 11        | Joel Emiliano Fraile          | 3    | Nevin Dellipiani           |
| 12        | Rubén Díaz Gallego            | 7    | Antonio Benítez Jiménez    |
|           |                               | 8    | Álvaro Del Río Puerta      |
|           |                               | 9    | Joseph Chipol              |
|           |                               | 14   | Christian Cobelo Dorado    |

| Goles              | Goles       | Goles | Goles | Goles                   |
| ------------------ | ----------- | ----- | ----- | ----------------------- |
| Rubén Díaz Gallego | 5'          | 1 – 0 |       |                         |
|                    |             | 1 – 1 | 6'    | Antonio Benítez Jiménez |
| Tyson Ruiz         | 7'          | 2 – 1 |       |                         |
|                    | 11' (a. g.) | 3 – 1 |       | Israel Fernández López  |
| Tyson Ruiz         | 50'         | 4 – 1 |       |                         |
|                    |             | 4 – 2 | 50'   | Christian Cobelo Dorado |

| Amonestaciones | Amonestaciones | Amonestaciones | Amonestaciones         |
| -------------- | -------------- | -------------- | ---------------------- |
| Tyson Ruiz     | Amonestado     | Amonestado     | Álvaro Del Río Puerta  |
|                |                | Amonestado     | Cipriano Pérez Sánchez |